# 寶可夢 火紅／葉綠
《寶可夢 火紅／葉綠》是《寶可夢》系列第三世代的Game Boy Advance遊戲，由GAME FREAK開發並由任天堂發行，為該系列在1996年推出的《寶可夢 紅／綠》的重製版，也是該系列第一次推出重製遊戲。這兩款遊戲在2004年1月於日本上市，同年9月和10月於北美和歐洲上市。
與《寶可夢》系列的主系列遊戲相同，作品以第三人稱視角進行，玩家扮演寶可夢訓練家，在虛構世界中冒險並捕捉名為寶可夢的虛構生物，透過培訓和交換使它們茁壯成長，並加以運用於回合制的戰鬥中。這兩款遊戲有著類似的情節，但彼此獨立、可以單獨遊玩，也可以用連接線互相通訊，以完成蒐齊寶可夢圖鑑的遊戲目標。
遊戲獲得的評價多是正面的，在Metacritic上獲得81%的總分。大多數評論家稱讚遊戲在保持傳統的同時增添了新的功能，而畫面和音樂也更優秀；但有些評論家則認為遊戲缺乏變化，與早前的《寶可夢 紅寶石／藍寶石》沒什麼分別。而《火紅／葉綠》在全世界銷量合計1200萬份。

## 遊戲內容
就像所有的《寶可夢》主系列角色扮演遊戲一樣，《火紅／葉綠》是一個第三人稱視角遊戲，有第三人稱鳥瞰視角，與地圖、戰鬥畫面與目錄選單三項主要畫面，其中玩家可在目錄選單中調整隊伍的安排、查看背包中的道具、改變遊戲設定、查看寶可夢圖鑑或存檔。當玩家隨機遭遇到野生的寶可夢，或與遊戲中的非玩家角色（NPC）展開戰鬥時，螢幕就會跳轉至回合制的戰鬥畫面。在戰鬥中，玩家可以命令寶可夢使用招式對戰、使用道具、替換寶可夢或逃跑（與非玩家角色的對戰不能逃跑）。每隻寶可夢都有各自的生命值，當一隻寶可夢的生命值降到零時就失去戰鬥能力。而當玩家的寶可夢擊敗敵方的寶可夢時可獲得經驗值，累積一定的經驗值即可提升等級，多數寶可夢會在達到一個特定等級時進化。
除了獲得戰鬥的勝利外，捕捉寶可夢也是遊戲的一大要素，在與野生的寶可夢戰鬥時，玩家可以使用精靈球對其進行捕捉。若捕捉成功，該寶可夢就會成為加入玩家的隊伍（若隊伍已滿六隻則會存放在寶可夢中心的電腦），影響捕捉成功與否的要件包括野生寶可夢殘餘的生命值、是否陷入異常狀態和玩家使用的精靈球種類，將野生寶可夢的生命值削減的越低或使其陷入異常狀態或使用較高級的球均可提升捕捉野生宝可梦的成功率。

## 劇情

### 遊戲場景
《火紅／葉綠》的故事舞臺在名為關都的虛構地區，這是寶可夢世界裡的一個區域，有許多寶可夢在不同的地理環境中棲息，當地也有人類居住的城鎮、連接城鎮的道路，一些區域只能在玩家取得特殊道具後、或是讓寶可夢學會特殊招式後才能進入。玩家可以在該區域捕捉寶可夢，山峰、河川、洞穴、海洋等不同的地方都有寶可夢棲息其中。

### 遊戲情節
《火紅／葉綠》的主角是個住在真新鎮上的孩子，當他要展開旅程並進入草叢時，寶可夢研究專家大木博士制止了他，並告知他在草叢裡可能棲息著寶可夢，而獨自一人闖入是非常危險的。之後、大木博士把主角帶到他的研究所，在那裡、玩家與大木博士的孫子，主角的勁敵相遇。玩家和勁敵根據博士的指示，從妙蛙種子、小火龍和傑尼龜這三個寶可夢中選擇一個做為自己的初學者寶可夢，而博士的孫子總是會選擇一個對玩家所選的寶可夢有優勢的寶可夢。接著、主角與他便會展開第一場戰鬥，並在之後會接連不斷地與其它寶可夢訓練家對戰。到達下一個城市後，玩家被委託將一個包裹交付給大木博士，返回實驗室後，玩家將取得寶可夢圖鑑，這是一台高科技百科全書，能記錄捕獲過的任何寶可夢。大木博士希望主角能幫他實現夢想：完成寶可夢圖鑑。
當玩家在各個城市冒險時，會發現名為道館的特殊建築物，道館裡有道館館主，玩家必須贏過他們、從他們手中取得徽章。一旦集滿八個徽章，玩家就可以挑戰由強勁訓練家組成寶可夢聯盟。在聯盟理、玩家將與四天王和新任聯盟冠軍：玩家的勁敵展開對戰。在遊戲中、玩家也將對抗火箭隊，這是一個濫用寶可夢的犯罪組織，他們盜取、獵捕稀有的寶可夢。
在玩家首次擊敗四天王和冠軍後，四天王的其中一名成員科拿會暫時返回家鄉「七島」，而隨後玩家也將進入該區域。在得知科拿離開的目的是為了保護家鄉不被火箭隊所危害後，玩家協助科拿一起重挫火箭隊並奪回紅寶石和藍寶石。將寶石取回並安放在電腦上後，玩家可以和《寶可夢 紅寶石／藍寶石》互相通訊。

## 設計

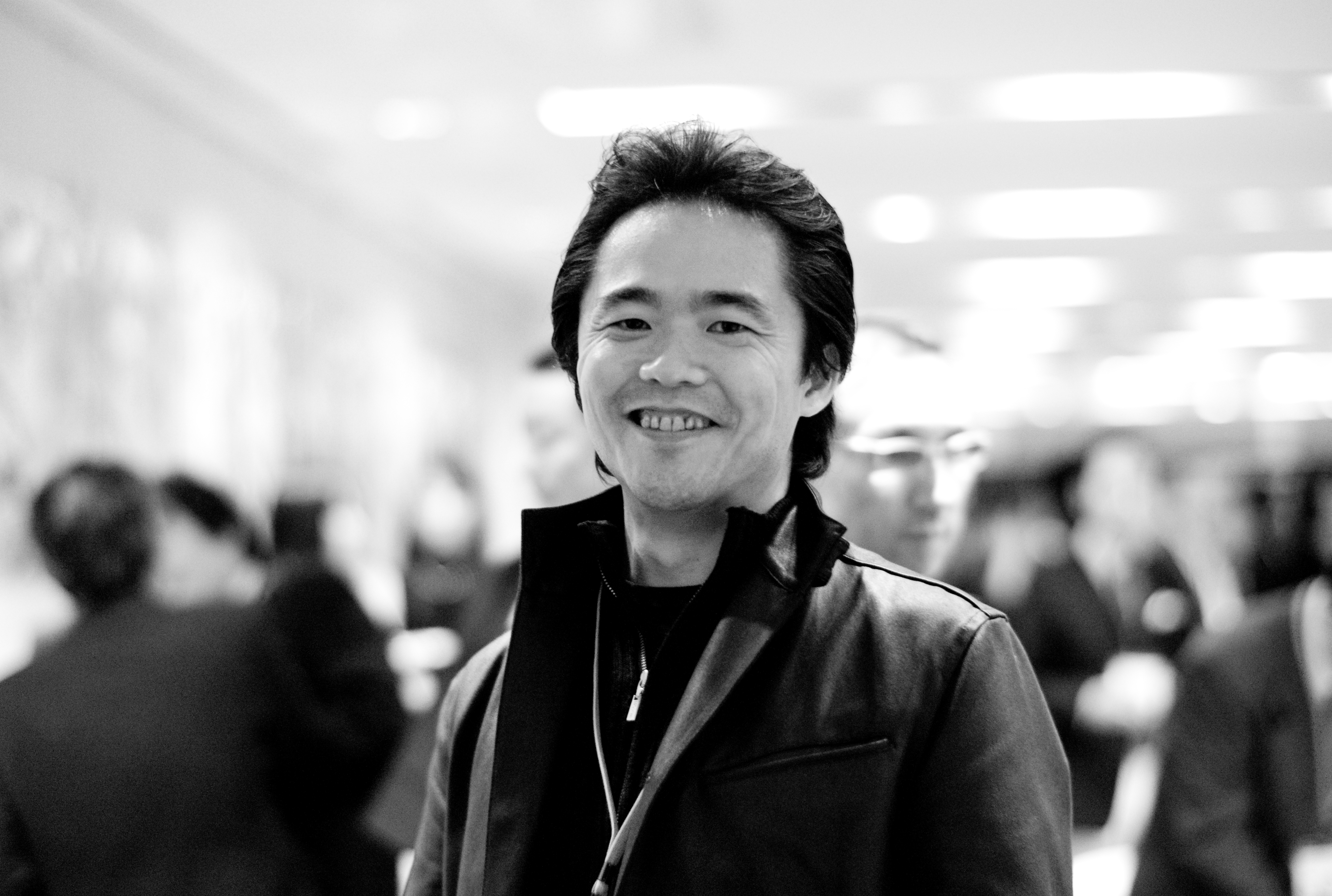
總監增田順一

《火紅／葉綠》是1996年販售的《紅／綠》的重製版，2003年在日本首次推出。設計師表示，由於只想簡單地製作重製版，是故該作品的引擎使用《紅寶石／藍寶石》的版本並稍做修改，也因此、四款遊戲完全可以互通。

## 反響
| 汇总媒体     | 得分                                          |
| ------------ | --------------------------------------------- |
| GameRankings | 82.14 percent (FireRed) (based on 37 reviews) |
| Metacritic   | 81/100 (FireRed) (based on 38 reviews)        |

| 媒体          | 得分             |
| ------------- | ---------------- |
| AllGame       | (FireRed)        |
| Game Informer | 8/10             |
| GameSpot      | 8.4/10 (FireRed) |
| GameSpy       | (FireRed)        |
| IGN           | 9.0/10 (FireRed) |
| 任天堂力量    | [ 17 ]           |

《火紅／葉綠》發售後的第一週，共售出了88萬5039份，並不如《紅寶石／藍寶石》。IGN推測銷售量較低的原因在於該遊戲為重製版。在8月上旬，當《火紅／葉綠》在美國上市的消息發布後，便收到了超過15萬份的預購，是《紅寶石／藍寶石》預購數量的兩倍。任天堂行銷部門的副執行長George Harrison表示：「這個預售數量表示玩家對此的興趣是兩倍以上！」。遊戲正式上市後，在不到一個月內賣出超過100萬份。截至2008年3月31日，在全世界的銷售量達1182萬份。一段時間之後，遊戲的廉價版在任天堂精選上販售。
關於《火紅／葉綠》的評價多數是正面的，遊戲在Metacritic上取得81%的總分。IGN的Craig Harris 給出9/10的「優秀」評價，讚揚遊戲設計者創作了一個「很適合手持遊戲機的作品」，儘管比不上《紅寶石／藍寶石》，但還是令人滿意。不過 Harris對遊戲畫面不甚滿意，他認為那是「受限的」和「基本的」。GameSpot的Greg Kasavin給出8.4/10分，並表示：「《火紅／葉綠》是個傑出的遊戲，充滿比《紅寶石／藍寶石》更多的挑戰，並提供了大量令人欲罷不能的遊戲內容，所有年齡層的玩家都能享樂。」與Harris不同的是，Kasavin讚揚了遊戲的美術，包括多彩的外觀和角色設計。《Game Informer》給出8/10的評價，並認為該作品「很有趣」，但認為畫面「與其它手持遊戲相比毫不凸出」。
GameSpy評論家Phil Theobald在滿分五顆星中給了四顆星的評價，表示：「遊戲機制就像剛出來時那樣簡單：探索、捕捉、訓練並建立一個完美的隊伍。但光是這樣就足以吸引你進入遊戲內的世界。」他將《火紅／葉綠》和原本的《紅／藍》畫面互相比較，並讚賞了美術圖形，還讚揚了新功能，例如載入記錄檔時能觀看前次遊玩的畫面，以及多人遊戲功能等。

## 外部連結
- （日語）神奇寶貝 火紅／葉綠（神奇寶貝）（页面存档备份，存于）
- （日語）神奇寶貝 火紅／葉綠（任天堂）（页面存档备份，存于）